# The Jets
The Jets (Джетс) — американская музыкальная группа из Миннеаполиса, штат Миннесота, составленная из братьев и сестёр Вольфграммов. Была официально основана в 1985 году.
Группа была образована из восьми старших детей (Лерой, Эдди, Юджин, Хейни, Руди, Кэти, Элизабет и Моана) Майколо и Ваке Вольфграммов, которые иммигрировали в США в 1965 году с островов Тонга (юг Тихого океана), но их дети выросли в Миннеаполисе. Всего в семье было 17 детей, из которых только 15 были кровными, а двое (Эдди и Юджин) — приёмными. Изначально группа хотела назваться Quasar (Квазар) в честь популярного, но ныне несуществующего бренда телевизоров. Название было взято из песни Элтона Джона «Bennie and the Jets».
Самые большие хиты группы — «Crush on You» и «You Got It All». С 1986 по 1989 годы The Jets выпустили определённое количество хитов и несколько альбомов, из которых два (дебютный альбом 1986 года The Jets и альбом 1987 года Magic) стали золотыми или платиновыми.

## Дискография
- См. «The Jets (Minnesota band)#Discography» в английском разделе.